# Habonim Dror
Habonim Dror (en hebreo: הבונים דרור) (en español: "Los constructores de la libertad") es un movimiento juvenil sionista y socialista, de ámbito mundial, que está presente en varias naciones. Habonim es un movimiento progresista de izquierda.

## Historia
Habonim Dror nació después de la fusión entre los movimientos Ijud Habonim y Dror, que tuvo lugar en 1982. Dror fue creado en 1914 en Polonia. Ijud Habonim fue creado en 1935 en Londres, Reino Unido, por Wellesley Aron, Chaim Lipshitz y Norman Lourie.

## Símbolos
La ropa que llevan todos los javerim (compañeros) de Habonim, es una camisa azul con un símbolo llamado semel, que es el emblema del movimiento juvenil y representa una espiga de trigo y una Estrella de David, inclinadas hacia el lado izquierdo.

## Organización
El secretariado general de Habonim Dror se encuentra en la ciudad de Tel Aviv, Israel, en los locales del movimiento central del kibutz unificado, también llamado (Takam). El movimiento mundial Habonim Dror Olamí, envía a directores a los diferentes lugares donde Habonim está presente para dirigir el movimiento a nivel local. 
Los directores son personas que han vivido en Israel, y que han dejado su puesto de trabajo y el país junto a sus familias, para dedicarse a tiempo completo a la gestión del movimiento a nivel local o regional. 
Los monitores o guías, llamados madrijim, son aquellos que están en contacto directo con los compañeros, también llamados janijim, los guías, son antiguos compañeros, que han asistido a un seminario para consolidar los conocimientos teóricos adquiridos durante su estancia en el movimiento y deben adquirir la práctica necesaria para gestionar y dirigir a los jóvenes miembros del grupo, estos compañeros cuentan con edades comprendidas entre los 6 y los 16 años. Estos seminarios, también son llamados jornadas azules, y tienen una duración aproximada de un día entero. Los madrijim o guías, permanecen por lo general dos años en sus puestos, después prosiguen sus estudios y algunos de ellos se convierten en directivos, llamados (bogrim).